# Markku Koski
Pour les articles homonymes, voir Koski.
Markku Koski (né le 15 octobre 1981) est un snowboardeur finlandais.

## Palmarès

### Jeux olympiques d'hiver
- Jeux olympiques de 2006 à Turin (Italie) :
  -  Médaille de bronze de halfpipe

### Championnats du monde
- Championnats du monde 2009 à Gangwon (Corée du Sud) :
  -  Médaille d'or du big air.

### Coupe du monde
- 2 victoires sur des épreuves de Coupe du monde de halfpipe
- 14e du classement général de la Coupe du monde de halfpipe 2001

- TTR
  - 22e du classement général TTR World Snowboard Tour 2006/07
  - 9e du classement général TTR World Snowboard Tour 2005/06